# Önskelista

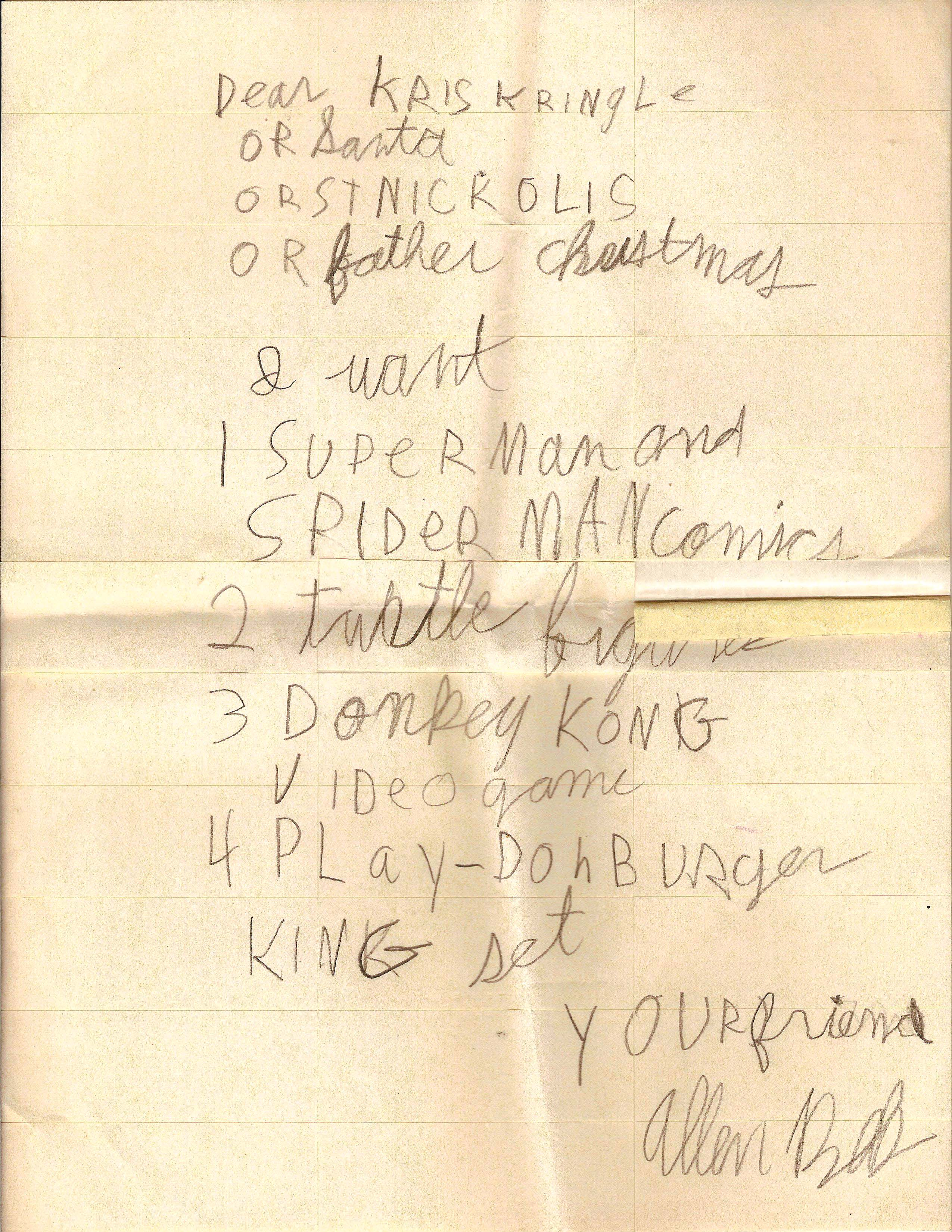
En önskelista på engelska från 1990.

Önskelista kallas en lista över önskade gåvor eller andra önskningar.
I Sverige förknippas önskelistor främst med jul och födelsedagar, då barn gör en lista över vad de helst vill få i julklapp eller present. Önskelistan kan placeras på en synlig plats i hemmet, överlämnas till bekanta eller skickas till jultomten.
I USA är det vanligt att inför exempelvis bröllop placera önskelistor, gift registries, i utvalda butiker, där presenter bockas av allt eftersom gästerna köpt saker från listan.
Önskelista kan även syfta på olika önskemål eller förhoppningar även utan att det finns en specifik lista.

## Önskelistor till jultomten

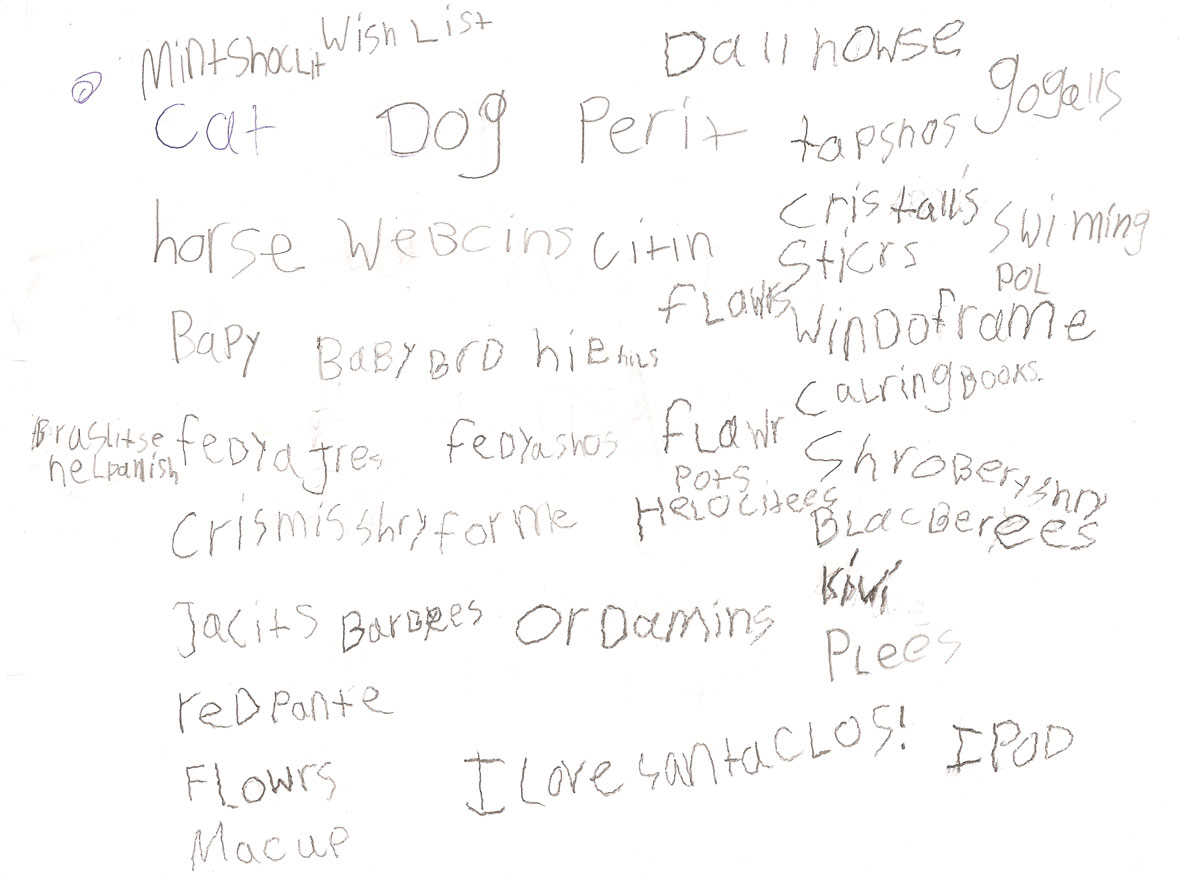
En önskelista på engelska till Santa Claus.

Flera länder mottar och besvarar årligen önskelistor och hälsningar till jultomten från olika delar av världen.

### Danmark
Danska barn brukade skicka sina önskelistor till Grönland, men från och med 2010 hamnar posten till julemanden hos Julemandens Postcenter i Köpenhamn.

### Finland
Julgubben i Rovaniemi får årligen ca 600 000 brev med önskningar från 150 länder. Det var under 1900-talet som breven började strömma in efter att ett populärt barnprogram i finsk radio hade slagit fast att julgubben bodde i Rovaniemi. Då besvarades breven av lediga skogshuggare, men nuförtiden sköts arbetet på ett särskilt postkontor. Drygt 30 000 brev besvaras årligen (siffror från 2012).

### Kanada
Vid The Vancouver Sun arbetar omkring 10 000 personer med att besvara post till jultomten (siffror från 2011). Den kanadensiska jultomten fick år 2010 omkring 1,2 miljoner brev och 43 000 mejl, samtliga besvarades.

### Norge
Årligen inkommer omkring 20 000 brev till julenissen i Drøbak med önskelistor och personliga berättelser (siffror från 2009). Alla öppnas och blir lästa, men på grund av ekonomiska problem har många avsändare blivit utan svar under 2000-talet. Alla brev adresserade till julnissen eller Nordpolen kommer fram. I många år tog även Oslo kommun emot post adresserad till "Julenissen på Nordpolen".

### Sverige

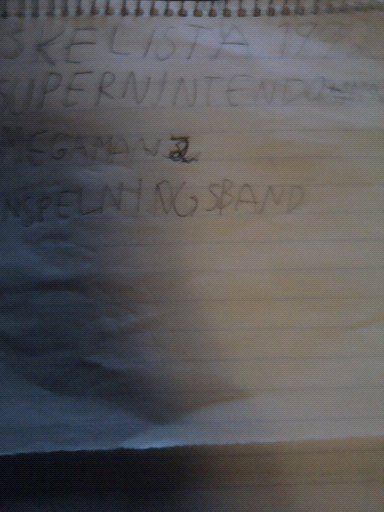
En önskelista på svenska från 1992. "Supernintendo, Mega Man 2, inspelningsband."

Det är vanligt att yngre barn postar sin önskelista till jultomten inför julen. Önskelistor som skickas till jultomten i Sverige hamnar på postcentralen i Tomteboda. Alla barn som har bifogat sin adress garanteras att få en hälsning tillbaka. Förutom önskelistor brukar breven till jultomten innehålla hälsningar och råd till jultomten. Omkring 100 000 brev inkommer till Tomteboda från våren till december (siffror från 2012), med kulmen i november och december. I Sverige började barn skriva till jultomten under 1800-talet. Tidningen Jultomten tog emot breven. När tidningen lades ned 1935, fortsatte barn att skicka hälsningar till jultomten. Det var då Posten beslutade sig för att ta hand om breven.